# 西川千尋
西川 千尋（にしかわ ちひろ、本名同じ、1990年4月29日 - ） は、日本の女優、モデル、タレント。北海道函館市出身。身長164cm。血液型はA型。

## 人物
趣味は、散歩・サイクリング・神社仏閣巡り（御朱印集め）・映画鑑賞・スライム遊びなど。実家で「りゅうくん」という柴犬を飼育している。
主に夏目大一朗監督作品に出演。2017年よりニコニコ生放送やYouTubeにて配信されている短編連作ホラー・コメディ『心霊調査ビッグサマー』にメインヒロインとなるアシスタント西川役で出演している。

## 出演
★：夏目大一朗　監督作品 

### 映画
- 骨まで愛して（2012年★）
- 胸がドキドキ（2012年★）
- オールヌード（2013年★）
- リンゴと嘘（2013年★）- マユミ役
- 家族、パンと弾けた（2013年★）
- グレイトフルデッド（2014年)
- 冷蔵庫より寒い（2014年★）自主映画
- ゆがみ。呪われた閉鎖空間（2014年★）「テントの中で」- 亜希せんぱい 役など
- ぞくり。怪談夜話 七人の呪われた少女たち（2015年★）「友達からの電話」- キョウコ 役[2]
- 超高速!ホットパンツロード（2015年★）[3]
- パラノーマル寄生蟲（2015年★）- 一角ゆみ子 役[4]
- 短編映画 アイコとかつ江さん（2015年）福谷孝宏監督作品 - かつ江さん役
- ショートムービー「ベランダ」（2016年） 森岡千織監督作品 -主演
- 短編映画 君がいるから（2016年）福谷孝宏監督作品 -アスカ役
- ストロベリーばななシェイク′s　（2017年）監督・脚本：谷野淳 - 櫻井理恵 役
- 映画版心霊調査ビッグサマー（2018年★）- アシスタント西川 役
- 映画版心霊調査ビッグサマー 〜霊能力者に愛の鉄槌を〜(2019年★）- アシスタント西川 役

### オリジナルビデオ
- 戦慄ショートショート コワバナ 恐噺 悪夢日和り（2012年）「憑依」- 劇団員 役
- コワバナJ 放課後の怪談3（2012年）「君のいたあの日」- アイコ 役
- 怪談夜話　ぞくり。～呪われた八編～（2014年★）「いい人」「やっと」
- ぞくり。３ 怪談夜話 奇妙な呪い（2015年★）「ランニング」- イチノセ和江 役
- 悪夢の椅子（2015年）「眠り病」- 地縛霊 役[5]
- 呪ギャル～芸能怨霊伝説～（2015年★）- 上河内チカ子 役

#### 詳細不明
- 変人になって（2012年★）- 主演
- どうもすみません（2013年★）1～8話 - 妄想女役
- サンキューグッド・バイ（2014年★）1～7話 - トップセクシー女優かすみ役
- 下着泥棒（2014年★）フリーアクト ショート
- お茶汲み（2014年★）フリーアクト ショート

### テレビ
- 戦国鍋TV 〜なんとなく歴史が学べる映像〜（2012年、tvk）「ヘアアーティスト毛利」2～5話 - 客役
- 予告編ビギンズ（2013年、フジテレビ）「すばらしい世界：福田陽平監督作品」- 生徒 役[6]

### ネット配信
- 心霊調査ビッグサマー（2017年 - ）（YouTube、ニコニコ生放送）- アシスタント西川 役

### CM
- カルピスウォーター 飛び出す方言エール キャンペーンボトル 函館女子編（2013）
- FOXムービープレミアム CM ホラー特集 あなたはこの恐怖に耐えられるか 病院編（2014） 主演:木村役

### ミュージックビデオ
- マチーデフ(MACHEE DEF)（2014年）『Untouchable』[注釈 2]
- ヨルニトケル（2015年）

『replay/dilemma』：「地下室の夏」
『pictured black heaven』：「9月の重力」
その他
- 揚げ物と女写真展　(2020) 企画・脚本:山田雅史　写真:kenta koishi.megumi.akari - 主演